# Majdan (Gornji Milanovac)
Pour les articles homonymes, voir Majdan.

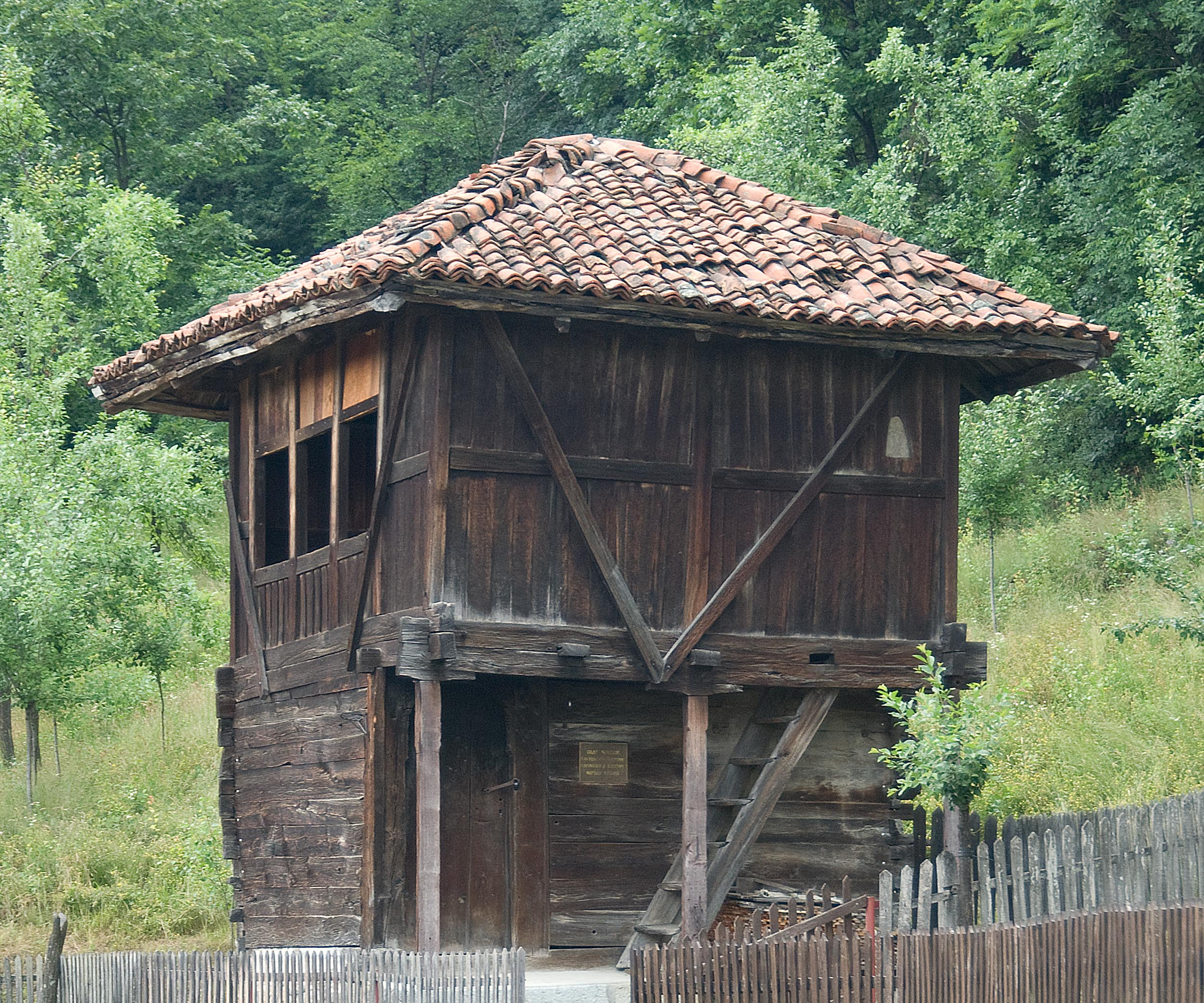
Une maison en bois à Majdan

Majdan (en serbe cyrillique : Мајдан) est un village de Serbie situé dans la municipalité de Gornji Milanovac, district de Moravica. Au recensement de 2011, il comptait 423 habitants.

## Géographie
Majdan est situé sur l'Ibarska magistrala, la « route de l'Ibar », sur les pentes méridionales du mont Rudnik.

## Démographie
| 1948  | 1953  | 1961  | 1971 | 1981 | 1991 | 2002 | 2011 |
| ----- | ----- | ----- | ---- | ---- | ---- | ---- | ---- |
| 1 083 | 1 118 | 1 123 | 886  | 784  | 597  | 513  | 423  |

|  |